# François Cevert
Albert François Cevert Goldenberg (25. veljače 1944., Pariz, Francuska - 6. listopada 1973., Watkins Glen, Sjedinjene Američke Države), bio je francuski vozač Formule 1. U svojoj karijeri u Formuli 1 odvezao je 47 utrka, ostvarivši jednu pobjedu, 13 podija, dva najbrža kruga i 89 bodova sveukupno.

## Životopis

### Djetinjstvo
François je prezime Cevert naslijedio od majke Huguette Cevert, kako bi se u Višijskoj Francuskoj od nacista sakrilo njegovo židovsko podrijetlo, jer mu je otac Charles Goldenberg bio Židov, koji je 1905. došao u Pariz bježeći pred progonom Židova nakon Ruske revolucije te godine. Obitelj je preživjela rat i nakon svega su djeca zadržala prezime Cevert.

### Početak karijere
Cevertov otac nikada nije podržavao opasni hobi svog sina, jer je suprug Françoisove sestre Jacqueline Jean-Piere Beltoise jedva preživio tešku nesreću: njega su 1964. proglasili mrtvim na utrci u Reimsu i ostavili pored staze, a sasvim je slučajno jedan sudac primijetio da pokazuje znakove života. Nakon teškog oporavka, Beltoise se ipak vratio utrkama i 1972. pobijedio u Monte Carlu. Njegova je nesreća bila velika opomena Françoisovom ocu, koji je sinu javno zaprijetio izopćenjem iz obitelji ako se nastavi utrkivati. Međutim, François nije odustajao te čak nekoliko godina nije razgovarao s roditeljima. Nisu ga pokolebale ni riječi vračare koja mu je prorekla da će poginuti prije 30. rođendana u vozilu s čudnim kotačima.
Prvu je utrku vozio u 20. godini, u klubu u vlasništvu obiteljskog prijatelja. Pohađao je školu vožnje na Magny Coursu te se 1966. kandidirao za sponzorstvo Shella, koji je u to vrijeme promovirao mlade vozače. Najbolji kandidat je za nagradu dobivao sezonu u Formuli 3. Cevert je izvrsno krenuo u Belgiji te je 1968. postao nacionalni prvak Formule 3. Ubrzo prelazi u Formulu 2, u momčad Tecno. U Njemačkoj osvaja 3. mjesto na utrci. Na utrci u Britaniji Jackie Stewart ga je jedva uspio obići te upozorava šefa momčadi da obrati pozornost na Ceverta.

### Formula 1
Sljedeće se sezone Johny Servoz-Gavin naglo povlači nakon samo 4 utrke. Tyrrell tada poziva Ceverta i pruža mu priliku da vozi uz Stewarta, koji je branio naslov svjetskog prvaka. Cevert debitira 21. lipnja 1970. na Velikoj nagradi Nizozemske u Zandvoortu i brzo nadoknađuje zaostatak za svojim mentorom. Iste godine u Monzi osvaja prvi bod završivši 6. na utrci.
Tyrrell 1971. ponovno počinje sam izrađivati svoje bolide, opremljene Fordovim motorom. S izvrsnim bolidom Cevert je osvajao druga mjesta u Francuskoj i Njemačkoj i oba je puta bio iza Stewarta.

### Pobjeda u Watkins Glenu
Na kraju sezone Cevert je u Watkins Glenu proslavio prvu i - ispostavit će se - jedinu pobjedu u Formuli 1. Startao je s 5. mjesta i u 14. krugu je uspio prestići Stewarta, koji je imao problema s gumama. Sredinom utrke i Cevertove su gume počele popuštati. Ferrarijev Jacky Ickx smanjivao je zaostatak, no u 49. krugu, nakon odvoženog najbržeg kruga, njegov je bolid počeo gubiti ulje iz mjenjača. McLarenov Denny Hulme na masnom je asfaltu izgubio kontrolu i utrku završio u zidu. Uskoro je i Cevert izletio na istom mjestu, ali se vratio u utrku, jer oštećenje njegovog bolida nije bilo veliko. Velika prednost koju je tijekom utrke stvorio omogućila mu je da prvi prođe ciljnom ravninom. U konačnom je poretku te sezone bio treći, iza Stewarta i Ickxa.

### Daljnja karijera i pogibija
Godine 1972. Cevert nije ostvario velika očekivanja, jer je bodove osvojio samo u 3 utrke: bio je drugi u Belgiji i SAD-u, a četvrti na "svojoj" utrci u Clermont-Ferrandu. Jedina svijetla točka razočaravajuće sezone bilo je drugo mjesto u Le Mansu za upravljačem Matra Simce 670, koje je podijelio s Novozelanđaninom Howdenom Ganleyjem.
Tyrrell je 1973. opet bio u vrhunskoj formi. Šest puta je Cevert osvojio drugo mjesto, od čega je tri puta bio iza Stewarta kojem je pokorno čuvao leđa. Kada je engleskom asu bio osiguran naslov prvaka, Cevert je krenuo punom snagom, no, staza u Watkins Glenu na kojoj je dvije godine prije pobijedio bila je kobna. Tijekom treninga 6. listopada 1973. godine, boreći se za najbolju startnu poziciju s Ronniejem Petersonom, Cevert je, u nastojanju da po prvi put u karijeri osvoji pole position, izletio sa staze i u stravičnom udaru u zaštitnu ogradu poginuo.
Pokopan je na groblju u selu Vaudelnay, u departmanu Maine-et-Loire.